# Maculinea marginata
Maculinea marginata är en fjärilsart som beskrevs av Le Chamb. 1908. Maculinea marginata ingår i släktet Maculinea och familjen juvelvingar. Inga underarter finns listade i Catalogue of Life.